# Markisinnan von O.
Markisinnan von O. (tyska: Die Marquise von O....) är en kortroman från 1808 av den tyske författaren Heinrich von Kleist. Handlingen utspelar sig i Italien och kretsar kring en mystiskt uppkommen graviditet. Kortromanen har översatts till svenska av Margaretha Holmqvist och gavs ut 1992 i samlingsvolymen Noveller. Den var förlaga för filmerna Markisinnan von O... från 1976 i regi av Éric Rohmer och Il seme della discordia från 2008 av Pappi Corsicato.